# Ultra Hand
La Ultra Hand (ウルトラ ハンド?) è un giocattolo a forma di pinza prodotto negli anni 1960 dall'azienda giapponese Nintendo.

## Storia
Primo giocattolo ideato da Gunpei Yokoi, nonché primo venduto dalla multinazionale, la Ultra Hand venne messa in commercio l'inverno del 1966 in vista delle festività natalizie. Nel corso del 1970 vennero vendute oltre 1.2 milioni di unità. Il suo successo contribuì a risollevare l'azienda da una difficile situazione finanziaria e la spronò a puntare alla produzione di giocattoli e altri prodotti legati alla dimensione del divertimento. Successivamente l'azienda lanciò molti altri giocattoli della linea "Ultra", tra cui la Ultra Machine (una macchinetta che spara palline) e l'Ultra Scope (un periscopio).

## Descrizione
La Ultra Hand funziona come una forbice, estendendo i due manici quando le due parti sono attaccate e ritraendoli quando le due estremità sono divise. Nella scatola del giocattolo sono presenti tre palline (una gialla, una rossa e una blu), utili per testare il gioco, che consiste appunto in una "mano estensibile" che serve per raccogliere oggetti troppo lontani da noi, e assieme alle palline tre piedistalli (degli stessi colori delle palline) su cui mettere le palline.

## Nella cultura di massa
Il giocattolo compare come easter egg in alcuni videogiochi Nintendo tra cui Mario Kart 8, Splatoon 3 e WarioWare Gold, oltre a dare il nome al potere Ultramano (Ultrahand per l'appunto) in The Legend of Zelda: Tears of the Kingdom.